# 蒋磊
蒋磊，著名中國軍事商業網站铁血网創辦人，在就讀清华大学期間決定退学專注於該網站發展，使其成為中國網路空間中國族主義發展的重要網站，是上《福布斯》川籍80後創業者之一。
2012年接受人物週刊專訪時指出，俾斯麥受到中國軍事迷很大程度的歡迎；铁血兩字容易使人聯想到俾斯麥的铁血演說，該演說強調普魯士需集中力量，用鐵與血來解決重大問題。
铁血网是部分變成商業網站的中國軍迷網站之一，該網站於2001年成立，蒋磊當時17歲。2012年與2013年蒋磊兩次獲得福布斯中國「中国30岁以下创业者30名榜」列名，2014年5月北京某地方媒體的訪問描述蒋磊為以“凝聚中国心，复兴中华魂”為己任的共產黨黨員。
從清华大学退学，因舍不得其花5年心血的铁血网，蒋磊從铁血论坛讨论，想到了代理产品，而第一個代理的產品是美軍M65野战风衣，「史泰龙在《第一滴血》里就穿的这个。当时我想，每天卖一件，一件1000元，一年就能挣几十万。」蒋磊因而發現网站的盈利点是军事迷“看的、用的、玩的”电子商務。
2004年，蒋磊加入中国共产党，同年蒋磊在北京成立北京铁血科技有限责任公司。
2014年4月25日，於共青团建团92周年前夕及五四运动95周年纪念日，時任铁血网总裁兼党支部书记的蒋磊获得第七届“海淀十大杰出青年”荣誉。蒋磊在铁血科技成立中國共產黨党支部及共青团支部，并担任党支部书记，重视共產黨活动及建设。